# Monika Kuszyńska
Monika Kuszyńska (sinh ngày 14 tháng 1 năm 1980) là một ca sĩ và nhạc sĩ người Ba Lan. Cô từng là giọng ca chính của ban nhạc pop-rock Ba Lan Varius Manx. Monika Kuszyńska đã đại diện cho Ba Lan trong cuộc thi Eurovision Song Contest 2015  với bài hát "In the Name of Love".

## Sự nghiệp âm nhạc
Kuszyńska bén duyên với sự nghiệp âm nhạc vào năm 2000, khi cô được chọn làm giọng ca chính thay thế cho ca sĩ Kasia Stankiewicz trong ban nhạc pop-rock Ba Lan Varius Manx. Vào năm 2001, cô phát hành album đầu tay mang tên Eta. Năm tiếp theo, cô phát hành album thứ hai với tựa đề Eno. Không may vào ngày 28 tháng 5 năm 2006, Kuszyńska cùng với các thành viên khác của ban nhạc Varius Manx vướng vào một vụ tai nạn xe hơi nghiêm trọng ở Milicz. Tai nạn này đã khiến Kuszyńska bị liệt một phần từ thắt lưng trở xuống và phải sử dụng xe lăn di chuyển.
Vào tháng 2 năm 2010, Anna Józefina Lubieniecka chính thức thay thế cô với vai trò giọng ca chính của ban nhạc Varius Manx. Vào tháng 6 năm 2010, Kuszyńska đã biểu diễn trước công chúng lần đầu tiên kể từ sau tai nạn trong chương trình Dzień Dobry TVN. Vào ngày 9 tháng 3 năm 2015, truyền thông đưa tin Kuszyńska sẽ đại diện cho Ba Lan trong cuộc thi Eurovision Song Contest 2015 với bài hát "In the Name of Love".

## Đĩa nhạc

### Album solo
| Tựa đề  | Chi tiết                                                                              | Xếp hạng |
| Tựa đề  | Chi tiết                                                                              | POL      |
| ------- | ------------------------------------------------------------------------------------- | -------- |
| Ocalona | - Phát hành: 12-06-2012 - Hãng đĩa: EMI Music Poland - Định dạng: CD, tải kỹ thuật số | 40       |

### Album với ban nhạc Varius Manx
| Tựa đề | Chi tiết                                                                         | Xếp hạng |
| Tựa đề | Chi tiết                                                                         | POL      |
| ------ | -------------------------------------------------------------------------------- | -------- |
| Eta    | - Phát hành: 27-08-2001 - Hãng đĩa: Pomaton EMI - Định dạng: CD                  | 13       |
| Eno    | - Phát hành: 19-10-2002 - Hãng đĩa: Pomaton EMI - Định dạng: CD, tải kỹ thuật số | 15       |
| Emi    | - Phát hành: 31-03-2004 - Hãng đĩa: Pomaton EMI - Định dạng: CD, tải kỹ thuật số | —        |